# Go-Yōzei
Go-Yōzei (jap. 後陽成天皇 Go-Yōzei Tennō; ur. 31 grudnia 1572, zm. 25 września 1617) – 107. władca Japonii. Rządził od 17 grudnia 1586 do 9 maja 1611. W trakcie jego panowania rozpoczęły się trwające ponad dwa i pół stulecia rządy siogunatu Tokugawa i okres Edo.